# Kii-Ming Lo

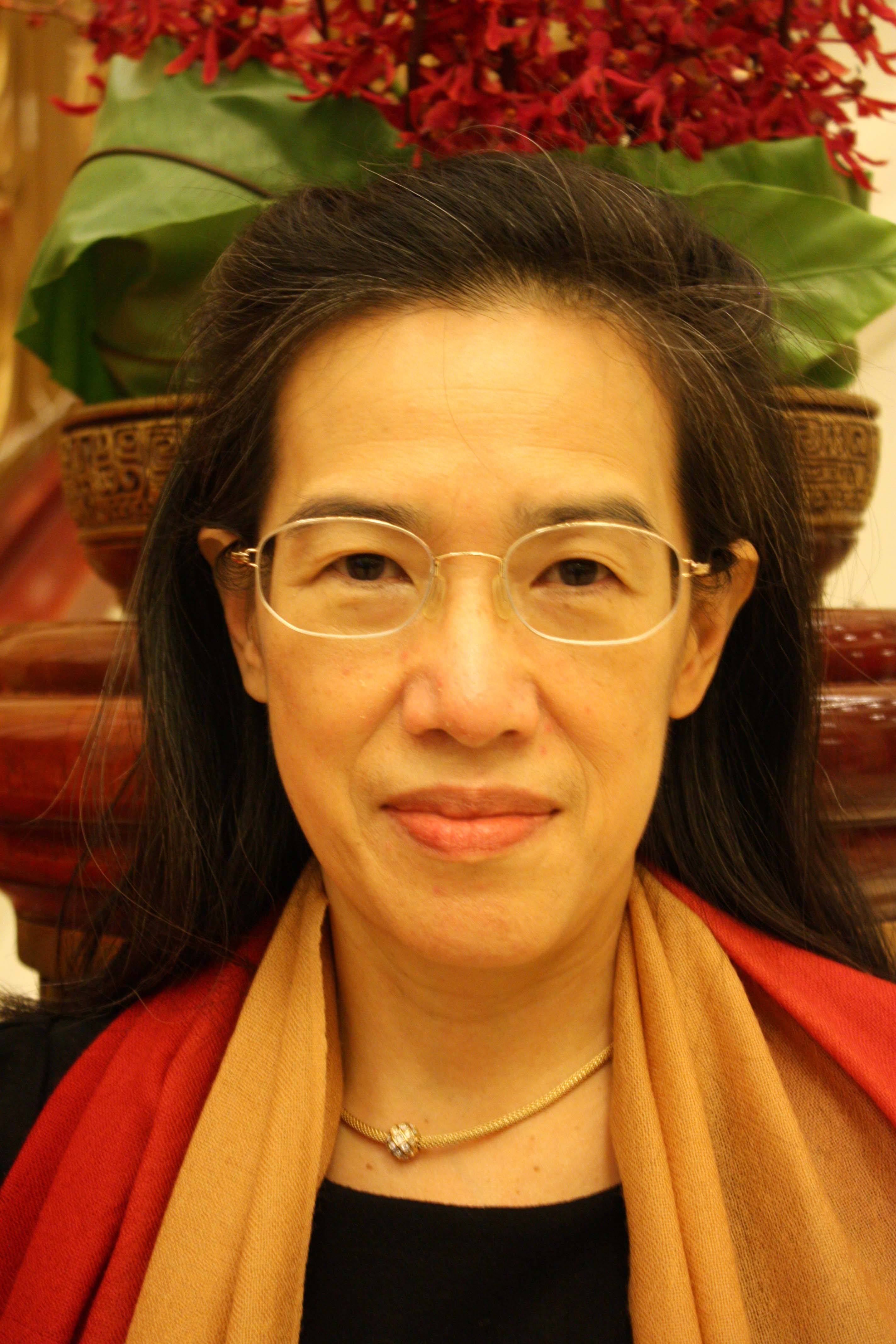
Lo Kii-Ming (2013)

Lo Kii-Ming (chinesisch 羅基敏, Pinyin Luójīmǐn; * 4. November 1954 in Keelung) ist eine taiwanesische Musikwissenschaftlerin.

## Lebenslauf
Lo Kii-Ming wurde am 4. November 1954 in Keelung (Taiwan, R.O.C.) geboren. Nach einem Studium der Textiltechnologie an der Katholischen Fu-Jen-Universität in Taipeh, das sie mit dem Bachelor abschloss, ging sie zum Studium der Musikwissenschaften nach Deutschland. Von 1980 bis 1988 studierte sie Musikwissenschaften (Ludwig Finscher, Herbert Schneider), Sinologie (Günther Debon) und Ethnologie (Georg Pfeffer) an der Universität Heidelberg. Ihre Promotion erfolgte 1989 unter der Betreuung durch Ludwig Finscher mit der Dissertation Turandot auf der Opernbühne [Frankfurt/Bern (Peter Lang) 1996]. Von 1989 bis 2002 wirkte sie als Professorin für Musikwissenschaft an der Katholischen Fu-Jen-Universität, seit 1999 als ordentliche Professorin für Musikwissenschaft. Von 2002 bis zu ihrer Emeritierung 2020 lehrte sie als Professorin für Musikwissenschaft an der Musikfakultät  der National Taiwan Normal University (NTNU) in Taipeh.

## Musikwissenschaft
Die Lehrtätigkeit Lo Kii-Mings an der NTNU bewirkte eine allmähliche Professionalisierung des Faches Musikwissenschaft in der Republik China (Taiwan) unter dem Einfluss der deutschen musikwissenschaftlichen Tradition. Seit 1999 organisierte Lo Kii-Ming mehrere internationale Kongresse für Musikwissenschaft, u. a. in Zusammenarbeit mit dem Taipei Symphony Orchestra (TSO) und dem National Symphony Orchestra (NSO) in Taipei. Besondere Beachtung erlangten die internationalen Kongresse zu Giacomo Puccini (2008) und Richard Wagner (2013). Ihre zahlreichen Publikationen umfassen mehrere Monographien auf Chinesisch, darunter eine Biographie des taiwanesischen Komponisten Pan Hwang-Long (潘皇龍), sowie mehrere Aufsätze in taiwanesischen Fachzeitschriften. Zahlreiche Aufsätze auf Deutsch, Englisch und Italienisch publizierte sie in Kongressberichten und Fachzeitschriften. Zusammen mit ihrem Mann, dem Musikwissenschaftler Jürgen Maehder, verfasste sie eine Reihe von chinesischen Monographien zur Operngeschichte. Ihre Forschungsgebiete umfassen die Operngeschichte des 19. und 20. Jahrhunderts in Europa, vor allem die „Turandot“-Opern von Giacomo Puccini und Ferruccio Busoni, die Wechselbeziehungen zwischen Musik und Literatur, insbesondere die Geschichte des  Opernlibrettos in Deutschland mit besonderer Berücksichtigung der deutschen Literaturoper des 20. Jahrhunderts, die Geschichte der Opernverfilmung mit einem Schwerpunkt auf Jean-Pierre Ponnelle, die Wechselbeziehungen zwischen Asien und Europa im europäischen Musiktheater sowie die zeitgenössische Musik in der Republik China (Taiwan).

## Veröffentlichungen

### Bücher
- 1996 »Turandot« auf der Opernbühne, Frankfurt/Bern/New York (Peter Lang), ISBN 3-631-42578-3.
- 1998 Puccini’s »Turandot« – Tong hua, xi ju, ge ju, Taipei (Gao Tan Publishing Co.) 1998 (in Zusammenarbeit mit Jürgen Maehder), ISBN 957-98196-1-0.
- 1998 Feminine Spirituality in Theatre, Opera and Dance, Taipei (Fu-Jen University, College of Foreign Languages) 1998 (in collaboration with Lin-Shui Fu, Chi-Hui Liu and Lynda Scott), ISBN 957-9000-53-0.
- 1999 Wen hua yin yue: Yin yue yu wen xue zhi wen hua chang yu [= Kulturmusik: Kulturelle Dimensionen der Musik und Literatur], Taipei (Gao Tan Publishing Co.) 1999, ISBN 957-98066-4-0.
- 2000 Tan yin lun yue. Yin yue yan chu yu yin yue yan jiu [= Musik aufführen – Musik verstehen. Musikalische Praxis und Musikforschung], Taipei (Gao Tan Publishing Co.) 2000, ISBN 957-0443-01-4.
- 2003 Puccini's »Turandot«,  Guilin (Guanxi Normal University Press) 2003 (in Zusammenarbeit mit Jürgen Maehder), ISBN 7-5633-3807-1.
- 2003 Ai zhi si – Wagner's »Tristan und Isolde« [Liebestod ─ »Tristan und Isolde« von Richard Wagner], Taipei (Gao Tan Publishing Co.) 2003 (in Zusammenarbeit mit Jürgen Maehder), ISBN 957-0443-79-0.
- 2003 Wen hua yin yue: Yin yue yu wen xue zhi wen hua chang yu [= Kulturmusik: Kulturelle Dimensionen der Musik und Literatur], Guilin (Guanxi Normal University Press) 2003, ISBN 7-5633-3808-X.
- 2003 Tan yin lun yue. Yin yue yan chu yu yin yue yan jiu [= Musik aufführen – Musik verstehen. Musikalische Praxis und Musikforschung], Guilin (Guanxi Normal University Press) 2003, ISBN 7-5633-3809-8.
- 2004 Turandot de tui bian [The Transformations of »Turandot«], Taipei (Gao Tan Publishing Co.) 2004 (in Zusammenarbeit mit Jürgen Maehder), ISBN 986-7542-50-9.
- 2005 Gu jin xiang sheng yin yue meng: Shu xie Pan Hwang-Long (= Musikalischer Traum aus Tradition und Gegenwart: Der Komponist Pan Hwang-Long), Taipei (China Times) 2005, ISBN 957-13-4281-5.
- 2006 »Duo mei a! Jin wan de gong zhu!« – Li cha shi te lao si de »Sha le mei« [»Wie schön ist die Prinzessin heute nacht!« – »Salome« von Richard Strauss], Taipei (Gao Tan Publishing Co.) 2006 (in Zusammenarbeit mit Jürgen Maehder), ISBN 986-7101-16-2.
- 2006 Hua ge na – Zhi huan – Bai lu te, [Wagner – »Der Ring des Nibelungen« – Bayreuth], Taipei (Gao Tan Publishing Co.) 2006 (in Zusammenarbeit mit Jürgen Maehder), ISBN 978-986-7101-33-4.
- 2010 Shao nian mo hao ─ Ma le de shi yi chuan yuan [= »Des Knaben Wunderhorn« ─ Gustav Mahler's poetic source], Taipei (Gao Tan Publishing Co.) 2010 (in Zusammenarbeit mit Jürgen Maehder), ISBN 978-986-6271-17-5.
- 2011 »Da di zhi ge« ─ Ma le de ren shi xin shen [= »Das Lied von der Erde« ─ Synthese von Gustav Mahlers Weltanschauung], Taipei (Gao Tan Publishing Co.) 2011 (in Zusammenarbeit mit Jürgen Maehder), ISBN 978-986-6620-44-7.
- 2014 Ai zhi si ─ Wagner's »Tristan und Isolde« [Liebestod ─ »Tristan und Isolde« von Richard Wagner], Taipei (Gao Tan Publishing Co.) 2014 (in Zusammenarbeit mit Jürgen Maehder), ISBN 978-986-6620-50-8.
- 2014 Zou yi ge shi ji de ying yue lu: Liao Nian-Fu zhuan [= Der musikalische Weg eines Jahrhunderts: Eine Biographie von Liao Nian-Fu], Taipei (Gao Tan Publishing Co.) 2014, ISBN 978-986-5767-44-0.
- 2017 Hua ge na yen jiou: Shen hua, Shi wen, Yue pu, Wu tai [Richard Wagner: Myth, Poem, Score, Stage], Taipei (Gao Tan Publishing Co.) 2017 (in Zusammenarbeit mit Jürgen Maehder), ISBN 978-986-94383-4-6.

### Deutschsprachige Aufsätze
- 1991 Chinesische Dichtung als Text-Grundlage für Mahlers »Lied von der Erde«, in: Matthias Theodor Vogt (Hrsg.), Kongreßbericht »Gustav-Mahler-Kongreß Hamburg« 1989,  Kassel / Basel / London / New York (Bärenreiter), 1991, S. 509–528.
- 1994 Ping, Pong, Pang – die Rolle der Commedia dell'arte in Busonis und Puccinis »Turandot«, in: Peter Csobádi/Jürgen Kühnel/Ulrich Müller et al. (Hrsg.), Die lustige Person auf der Bühne. Gesammelte Vorträge des Salzburger Symposions 1993, Anif/Salzburg (Müller-Speiser) 1994, S. 311–323.
- 1995 Giacomo Meyerbeers »Struensee« – Zur Schauspielmusik eines Opernkomponisten, in: Annegrit Laubenthal (Hrsg.), Studien zur Musikgeschichte. Eine Festschrift für Ludwig Finscher, Kassel/Basel/London/New York (Bärenreiter) 1995, S. 504–510.
- 1995 Unsichtbarer Herrscher über ein gehorsames Volk: Aribert Reimanns Oper »Das Schloß« nach Franz Kafka, in: Peter Csobádi/Jürgen Kühnel/Ulrich Müller et al. (Hrsg.), »Weine, weine, Du armes Volk«, Das verführte und betrogene Volk auf der Bühne. Gesammelte Vorträge des Salzburger Symposions 1994, Anif/Salzburg (Müller-Speiser) 1995, S. 663–674.
- 1998 Schauspielmusik als musikalische Interpretation des Dramas – Giacomo Meyerbeers Musik zu Michael Beers »Struensee«, in: Sieghart Döhring/Arnold Jacobshagen (Hrsg.), Meyerbeer und das europäische Musiktheater, Laaber (Laaber) 1998, S. 87–120.
- 1999 Untersuchungen zur Problematik der Sprachvertonung in der zeitgenössischen taiwanesischen Vokalkomposition, in: Hermann Danuser/Tobias Plebuch (Hrsg.), Musik als Text, Bericht über den Internationalen Kongreß der Gesellschaft für Musikforschung Freiburg im Breisgau 1993, 2 Bd., Kassel/Basel/London/New York (Bärenreiter) 1999, Bd. 2, S. 78–84.
- 2001 Der Opernfilm als Erweiterung der Bühne – Versuch einer Theorie an Hand von Jean-Pierre Ponnelles »Rigoletto«, in: Peter Csobádi/Jürgen Kühnel/Ulrich Müller et al. (Hrsg.), Das Musiktheater in den audiovisuellen Medien, »ersichtlich gewordene Taten der Musik«. Vorträge und Gespräche des Salzburger Symposions 1999, Anif/Salzburg (Müller-Speiser) 2001, S. 264–275.
- 2003 China-Mythen im italienischen Opernlibretto des Settecento, in: Peter Csobádi/Jürgen Kühnel/Ulrich Müller et al. (Hrsg.), Politische Mythen und nationale Identitäten im (Musik-)Theater. Vorträge und Gespräche des Salzburger Symposions 2001, Anif/Salzburg (Müller-Speiser) 2003, S. 185–202.
- 2004 Die ostasiatischen Quellen von Isang Yuns Opernlibretti, in: Walter-Wolfgang Sparrer (Hrsg.), Ssi-ol. Almanach 2002/03, Berlin (Internationale Isang Yun Gesellschaft e.V.) 2004, S. 89–112.
- 2004 Zur Entstehungsgeschichte von Ferruccio Busonis »Turandot«-Werkgruppe und ihrer musiktheatralischen Ästhetik, in: Albrecht Riethmüller/Hyesu Shin (Hrsg.), Busoni in Berlin. Facetten eines kosmopolitischen Komponisten, Stuttgart (Franz Steiner Verlag) 2004, S. 143–175.
- 2006 Traum und »Träume« – Zum Schicksal von Isang Yuns Opernschaffen, in: Peter Csobádi/Jürgen Kühnel/Ulrich Müller et al. (Hrsg.), Traum und Wirklichkeit in Theater und Musiktheater. Vorträge und Gespräche des Salzburger Symposions 2004, Anif/Salzburg (Müller-Speiser) 2006, S. 518–533.
- 2007 Die filmische Umsetzung der Ouvertüren von Mozarts Opern durch Jean-Pierre Ponnelle, in: Peter Csobádi/Jürgen Kühnel/Ulrich Müller et al. (Hrsg.), »Regietheater«: Konzeption und Praxis am Beispiel der Bühnenwerke Mozarts. Mit einem Anhang zu Franz Schreker »Die Gezeichneten«. Salzburger Symposion 2005, Anif/Salzburg (Müller-Speiser) 2007, S. 364–375.
- 2009 »Die Frist ist um« – Strukturelle Gemeinsamkeiten zwischen Webers »Freischütz« und Wagners »Fliegendem Holländer«, in: Peter Csobádi/Jürgen Kühnel/Ulrich Müller et al. (Hrsg.), Die »Schaubühne« in der Epoche des »Freischütz«: Theater und Musiktheater der Romantik. Salzburger Symposion 2007, Anif/Salzburg (Müller-Speiser) 2009, S. 274–285. (ISBN 978-3-902537-14-0)
- 2010 Schauspielmusik als musikalische Interpretation des Dramas – Giacomo Meyerbeers Musik zu Michael Beers »Struensee«, in: Siegfried Mauser/Elisabeth Schmierer (Hrsg.), Kantate, ältere geistliche Musik, Schauspielmusik, »Handbuch der musikalischen Gattungen«, Bd. 17–2, Laaber (Laaber) 2010, S. 297–322.
- 2011 Jean-Joseph Marie Amiot als Schlüsselfigur des musikalischen Kulturaustausches zwischen China und Europa, in: Ivana Rentsch / Walter Kläy / Arne Stollberg (Hrsg.), Dialoge und Resonanzen, München (text + kritik) 2011, S. 259–270. (ISBN 978-3-86916-105-1)
- 2014 Ein desillusionierter Traum von Amerika: Jean-Pierre Ponnelles Opernfilm »Madama Butterfly«, in: Sieghart Döhring/Stefanie Rauch (Hrsg.), Musiktheater im Fokus, Sinzig (Studio-Punkt-Verlag) 2014, S. 219–236. (ISBN 978-3-89564-161-9)
- 2015 Sehen, Hören und Begreifen: Jean-Pierre Ponnelles Verfilmung der »Carmina Burana« von Carl Orff, in: Thomas Rösch (Hrsg.), Text, Musik, Szene – Das Musiktheater von Carl Orff (Symposium Orff-Zentrum München 2007), Mainz etc. (Schott) 2015, S. 147–173. (ISBN 978-3-7957-0672-2)
- 2015 »Im Dunkel du, im Lichte ich!« – Jean-Pierre Ponnelles Bayreuther Inszenierung von »Tristan und Isolde«, in: Naomi Matsumoto (Hrsg.), Staging Verdi and Wagner, Turnhout (Brepols) 2015, S. 307–321. (ISBN 978-2-503-56482-1)